# National Physical Laboratory
El National Physical Laboratory (NPL) –Laboratorio Nacional de Física– es el instituto nacional de metrología del Reino Unido. Se dedica a desarrollar y aplicar estándares de la ciencia y de la tecnología.
Por otra parte, en 1968, poco antes de que la Agencia de Proyectos de Investigación Avanzado del Pentágono creara el ARPANET (diciembre de 1969) para el Departamento de Defensa de los Estados Unidos (El Pentágono), en el NPL ya se había diseñado el primer prototipo de una red descentralizada, basada en la conmutación de paquetes, un concepto barajado en aquel entonces por, entre otras personas, Donald Davies, quien también acuñó el término packet para estos grupos de datos.
Entre otros métodos de difusión de la hora, el NPL dispone de una emisora de onda larga llamada MSF60 y situada en la localidad de Anthorn (Cumbria). La emisora opera en la frecuencia de 60 kHz con 60 kW, cubriendo la totalidad de las islas británicas y el noroeste de Europa. Existen relojes destinados a los consumidores con capacidad de sincronizar regularmente la hora con la señal de la emisora MSF60.
Aunque las primeras instalaciones del NPL ocupaban el sótano y planta baja de Bushy House, un palacete en Teddington, al suroeste de Londres, con el tiempo el centro de investigación se fue ampliando hasta ocupar alrededor de 50 edificios en la finca a finales del siglo XX. Asimismo, NPL tiene centros de investigación en la Universidad de Huddersfield –el NPL Huddersfield Laboratory del 3M Buckley Innovation Centre–, y el Wraysbury Open-Water Facility en el embalse de Wraysbury, al suroeste de Londres.

## Historia

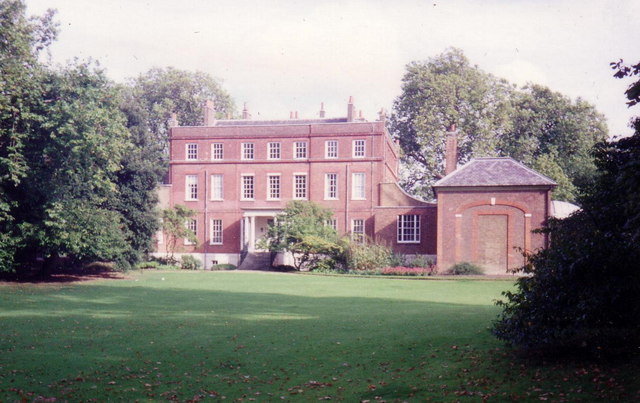
La fachada oriental de Bushy House (1992)

Antes de ser destinado en 1900 para albergar al NPL, Bushy House había sido la residencia de, entre otros ocupantes notables, Lord North, primer ministro británico entre 1770 y 1782, que vivió allí desde 1771 hasta su muerte en 1792. De 1797 a 1812 vivieron allí el duque de Clarence, el futuro rey Guillermo IV del Reino Unido, y su amante, Dorotea Jordan, con los diez hijos que tuvieron juntos. Al casarse en 1818 con la princesa Adelaida, la futura reina consorte del Reino Unido, el duque siguió viviendo allí hasta 1830, cuando asumió el trono. Al fallecer el rey en 1837, la reina consorte estableció su residencia oficial de nuevo en Bushy House.
Desde 1924 la emisora analógica de radio de noticias en onda larga BBC 4 emite desde Droitwich, en la frecuencia de 198 kHz, la señal sonora de hora GMT (en inglés Greenwich Time Signal), con unos característicos pitidos a cada hora. Dicha señal horaria se alimenta en la actualidad de la señal horaria que emite la MSF60 del NPL y constituye el método indirecto más popular de difusión de la señal horaria del NPL. La MSF60 también alimenta la señal que la misma emisora BBC 4 emite, en la misma frecuencia de 198 kHz, en forma de datos codificados usando modulación de fase. Esta emisión en modulación de fase constituye el precedente histórico de la MSF60. Sin embargo, a pesar de su antigüedad, la señal de datos en modulación de fase de la BBC 4 todavía se usa para controlar y dar la hora a los sistemas británicos de calefacción "Economy 7".
En 1955, Louis Essen y Jack Parry, construyeron el Caesium Mk.1, un reloj atómico de cesio que, por ser más preciso que los péndulos y los relojes de cuarzo, se utilizaría a partir de 1967 para establecer el segundo como la unidad de tiempo en el Sistema Internacional de Unidades.

## Directores
- Richard Glazebrook, FRS,[9] 1900-1919
- Joseph Ernest Petavel, 1919-1936
- Frank Edward Smith, 1936-1937 (en funciones)
- William Lawrence Bragg, 1937-1938
- Charles Galton Darwin, 1938-1949
- Edward Victor Appleton, 1941 (en funciones)
- Edward Bullard, 1948-1955
- Reginald Leslie Smith-Rose, 1955-1956 (en funciones)
- Gordon Sutherland, 1956-1964[10]
- John Vernon Dunworth, 1964-1977
- Paul Dean, 1977-1990
- Peter Clapham, 1990-1995
- John Rae, 1995-2000
- Bob McGuiness, 2000-2005
- Steve McQuillan, 2005-2008
- Martyn Sené, 2008-2009, 2015 (en funciones)
- Brian Bowsher, 2009-2015
- Peter Thompson, 2015-presente[11]

## Investigadores
- Donald Davies, uno de los inventores de la conmutación de paquetes[3]
- Louis Essen, FRS[12]
- Sydney Goldstein, FRS (1939-1945)[13]
- H. J. Gough, FRS[14]
- Clifford Hodge
- Harry Huskey[15]
- Oswald Kubaschewski
- James Lighthill
- Olga Taussky-Todd[16]
- Alan Turing
- Barnes Wallis, FRS[17]
- Robert Watson-Watt, pionero en el desarrollo del radar
- James Wilkinson
- John R. Womersley, como primer director del Departamento de Matemáticas,[18] reclutó a Turing. Por sus contribuciones a la mecánica de fluidos, el número de Womersley fue nombrado por él.